# Cinyawang
Cinyawang is een bestuurslaag in het regentschap Cilacap van de provincie Midden-Java, Indonesië. Cinyawang telt 7255 inwoners (volkstelling 2010).